# Стефан Ранђеловић
Стефан Ранђеловић (Сурдулица, 27. јануара 1999) српски је фудбалски голман који тренутно наступа за Радник из Сурдулице.

## Каријера
Ранђеловић је фудбалом почео да се бави у родној Сурдулици, где је прошао млађе узрасте локалног Радника. За први тим матичног клуба по први пут је лиценциран у другом делу сезоне 2017/18, уз искусније колеге Николу Васиљевића и Милована Лекића. Почетком септембра 2018. био је прослеђен новом члану Зоне Југ, екипи Младости из Босилеграда, али се недуго затим вратио међу првотимце Радника. У протоколу Суперлиге Србије, Ранђеловић се по први пут нашао у 9. колу такмичарске 2018/19. против Радничког из Ниша. До краја исте такмичарске године на клупи је седео још на гостовањима Мачви у Шапцу, Спартаку у Суботици и Земуну у претпоследњем колу. Лета 2019. године продужио је уговор са клубом.
Такмичарску 2019/20. започео је као алтернатива новопридошлом Ивану Костићу, а након што је крајем летњег прелазног рока клубу приступио и Никола Вујанац, до краја календарске године је најчешће био трећи избор пред голом. Ранђеловић је почетком 2020. прослеђен је на позајмицу екипи Топличанина из Прокупља. Све до сезоне 2020/21. Ранђеловић је за Радник наступао само на незваничним сусретима. Услед увођења обавезних бонус играча, Ранђеловић је те такмичарске године био међу играчима који су задовољавали услов. Дебитовао је у шеснаестини финала Купа Србије, када је Радник елиминисао Кабел након резултатског преокрета. Код тренера Славољуба Ђорђевића је током сезоне углавном имао статус прве резерве стандардном Ивану Костићу. Након четвртог жутог картона који је Ивану Костићу показан против Војводине у 27. колу, први чувар мреже Радника аутоматски је суспендован за следећи првенствени сусрет. Ранђеловић је тако свој први наступ у Суперлиги Србије забележио у наредном колу, када је његов тим поражен од екипе Рада на Стадиону Краљ Петар Први резултатом 2 : 0. На сусрету са Црвеном звездом, одиграном у оквиру 32. кола Суперлиге, Ранђеловић је у игру ушао у 20. минуту, након повреде Ивана Костића. Неколико минута касније одбранио је једанаестерац Филипу Фалку, док је у другом полувремену пенал одбранио и Мирку Иванићу. Иако је поменути Иванић, уз претходно постигнути погодак Секуа Санога, нешто касније био стрелац за победу домаћег састава, Ранђеловић је у већини медија описан као централна фигура догађаја. У извештају Спортског журнала означен је као најбољи појединац сусрета, добивши оцену 8,5. Претходно је, фудбалерима Црвене звезде два једанаестерца на истој утакмици одбранио тадашњи голман Партизана, Милан Лукач, током 146. вечитог дербија. Неколико дана касније Ранђеловић је поново био у саставу Радника против Црвене звезде и са екипом завршио учешће у Купу Србије након пораза од 2 : 1 на Стадиону Рајко Митић. До краја сезоне је након тога бранио на свим преосталим сусретима. Пред почетак припрема за наредну сезону обновио је уговор са матичним клубом. Наредну сезону започео је пред голом своје екипе у ремију без погодака са Металцем из Горњег Милановца. Био је пред голом своје екипе у победи над Црвеном звездом у Сурдулици, што се касније испоставило као једини пораз шампионског састава током такмичарске 2021/22.
Ранђеловићу је у фебруару 2022. уручено признање за најбољег спортисту општине Сурдулица за претходну годину. Ранђеловић је на уводних 5 такмичарских утакмица у 2022. година сачувао гол своје екипе, после чега је продужио уговор са Радником до 2025. године. Недуго затим везао је и шести сусрет без примљеног поготка. Након ремија с екипом Војводином на Стадиону Карађорђе, где је у завршници сусрета одбранио једанаестерац Николи Чумићу, Ранђеловић је изабран за играча 23. кола Суперлиге Србије за такмичарску 2022/23. Ранђеловић је одбранио и једанаестерац Бибрасу Натху и имао више успешних интервенција на гостовању Партизану те га је извештач Моцартспорта оценио као најбољег појединца сусрета уводног сусрета 27. кола Суперлиге, завршеног резултатом 1 : 2. Ранђеловић је тако постао први голман у Суперлиги Србије који је одбранио пенал том играчу. Тако је по други пут изабран за играча кола. До 2024. године, када је клуб испао из такмичења, Ранђеловић је забележио 105 наступа за Радник у Суперлиги Србије.

## Статистика

### Клупска
Ажурирано 23. марта 2025.
| Клуб                           | Сезона   | Лига              | Лига    | Лига   | Национални куп | Национални куп | Европа  | Европа | Остало  | Остало | Укупно  | Укупно |
| Клуб                           | Сезона   | Дивизија          | Наступа | Голова | Наступа        | Голова         | Наступа | Голова | Наступа | Голова | Наступа | Голова |
| ------------------------------ | -------- | ----------------- | ------- | ------ | -------------- | -------------- | ------- | ------ | ------- | ------ | ------- | ------ |
|                                |          |                   |         |        |                |                |         |        |         |        |         |        |
| Радник Сурдулица               | 2017/18. | Суперлига Србије  | 0       | 0      | —              | —              | —       | —      | —       | —      | 0       | 0      |
| Радник Сурдулица               | 2018/19. | Суперлига Србије  | 0       | 0      | 0              | 0              | —       | —      | —       | —      | 0       | 0      |
|                                |          |                   |         |        |                |                |         |        |         |        |         |        |
| Младост Босилеград (позајмица) | 2018/19. | Зона Југ          | 0       | 0      | —              | —              | —       | —      | —       | —      | 0       | 0      |
|                                |          |                   |         |        |                |                |         |        |         |        |         |        |
| Топличанин (позајмица)         | 2019/20. | Српска лига Исток | 2       | 0      | —              | —              | —       | —      | —       | —      | 2       | 0      |
|                                |          |                   |         |        |                |                |         |        |         |        |         |        |
| Радник Сурдулица               | 2019/20. | Суперлига Србије  | 0       | 0      | 0              | 0              | —       | —      | —       | —      | 0       | 0      |
| Радник Сурдулица               | 2020/21. | Суперлига Србије  | 8       | 0      | 2              | 0              | —       | —      | —       | —      | 10      | 0      |
| Радник Сурдулица               | 2021/22. | Суперлига Србије  | 34      | 0      | 0              | 0              | —       | —      | —       | —      | 34      | 0      |
| Радник Сурдулица               | 2022/23. | Суперлига Србије  | 31      | 0      | 0              | 0              | —       | —      | 2       | 0      | 33      | 0      |
| Радник Сурдулица               | 2023/24. | Суперлига Србије  | 32      | 0      | 0              | 0              | —       | —      | —       | —      | 32      | 0      |
| Радник Сурдулица               | 2024/25. | Прва лига Србије  | 25      | 0      | 0              | 0              | —       | —      | —       | —      | 25      | 0      |
| Радник Сурдулица               | Укупно   | Укупно            | 130     | 0      | 2              | 0              | —       | —      | 2       | 0      | 134     | 0      |
|                                |          |                   |         |        |                |                |         |        |         |        |         |        |
| Каријера                       | Каријера | Каријера          | 132     | 0      | 2              | 0              | —       | —      | 2       | 0      | 136     | 0      |
|                                |          |                   |         |        |                |                |         |        |         |        |         |        |

## Трофеји и награде

### Појединачно
- Најбољи спортиста општине Сурдулица за 2021. годину[50]
- Играч кола у Суперлиги Србије (2)

1. Суперлига Србије за сезону 2022/23, 23. коло, одбрањен пенал у ремију са Војводином у Новом Саду[74]
2. Суперлига Србије за сезону 2022/23, 27. коло, одбрањен пенал у победи над Партизаном у Београду[61]

## Збирни извори
1. ↑  [4][7][8]
2. ↑  [11][12][13]
3. ↑  [16][17][18]
4. ↑  [27][28][29]
5. ↑  [33][34]
6. ↑  [40][41][42]
7. ↑  [56][57][58][59][60]